# Arista (botánica)

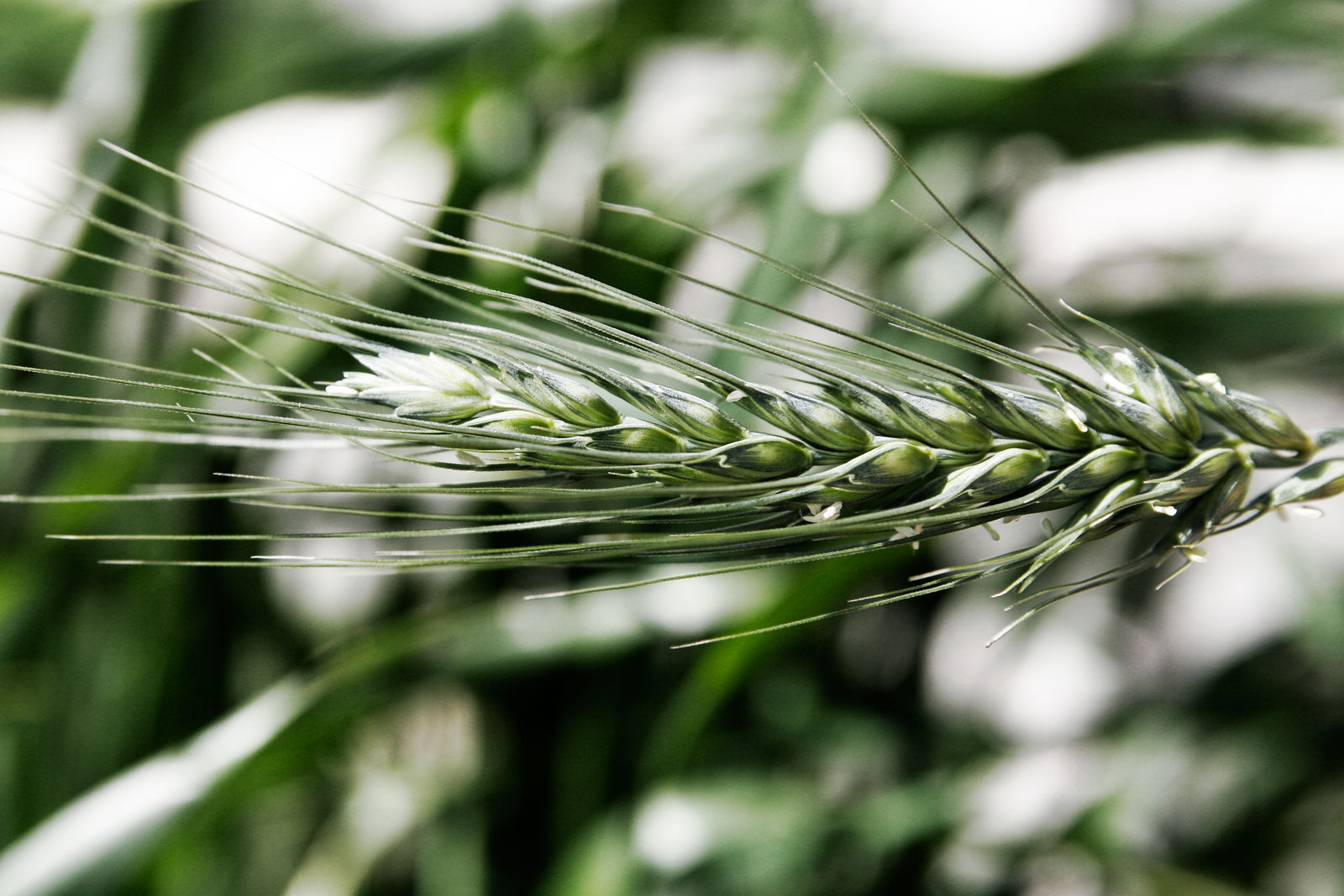
Centeno salvaje con aristas

En botánica, una arista es un extremo alargado en forma de pelo más o menos rígido, típica de las glumas y glumelas de la espiguilla de las gramíneas.  Se dice que un órgano es aristado cuando está provisto de arista.
Las aristas son característicos de muchas gramíneas (Poaceae), donde se extienden desde los lemas de las florecillas. Esto a menudo hace que la apariencia de la hierba sea  peluda . Las aristas pueden ser largas (varios centímetros) o corta, recta o curva, única o múltiple. Algunos géneros tienen el nombre de sus aristas, como el de Aristida.
En algunas especies, las aristas pueden contribuir de manera significativa a la fotosíntesis, como, por ejemplo, en la cebada.
Las aristas de las espiguillas Triticum dicoccum de trigo salvaje efectivamente se propagan mediante propulsión mecánica  en los suelos. Durante un período de aumento de la humedad durante la noche, las aristas de la espiguilla se ponen erectas y agrupan juntas, y en el proceso empujan el grano al suelo. Durante el día las gotas de la humedad y las aristas aflojan de nuevo, sin embargo, finos pelos de sílice en las aristas actúan como ganchos en el suelo y previenen las espiguillas de la marcha atrás de nuevo. Durante el transcurso de las etapas de la humedad durante el día y la noche, los movimientos de bombeo de las aristas, hacen perforar a la espiguilla  en el suelo tanto como 2,5 cm.